# 诺基亚5800 XpressMusic
诺基亚 5800 XpressMusic是诺基亚公司推出的一款多媒体娱乐手机。Nokia 5800 XpressMusic（代号"Tube"）使用Symbian S60智能操作系统。5800属于XpressMusic音乐手机系列。5800对不支持触摸屏的Java程序有着良好的兼容性，它可以模拟出一个虚拟键盘来进行软件的操作。
5800曾经在许多影视作品中出现。例如2008年的蝙蝠侠黑暗騎士中，Britney Spears2009年新专辑主打歌愛情玩咖的MV中，小野猫组合的「Jai Ho!」等都有出现。这款手机获得了普遍好评，英国手机杂志Mobile Choice对5800的评价为满分五颗星。

## 變異
诺基亚5800XM在大中华区上市分为4个版本。分别是
1. 诺基亚5800XM去除3G功能与Wlan功能。
2. 诺基亚5800iXM只去除Wlan功能。
3. 诺基亚5800wXM保留完全功能。
4. 另有中国移动的定制版机，诺基亚5802XM。